# Antonio Bravo y Tudela
Antonio Bravo y Tudela (f. en Madrid, 16/07/1891) fue un jurista, cronista, periodista y escritor español del siglo xix.

## Biografía
Jurisconsulto, cronista de Laredo y «fervoroso católico», dirigió los periódicos Guía del Clero (1862-1865), Gaceta del Clero (1866-1870) y la Gaceta Católica (1869-1870), además de colaborar en La España Jurídica y El Faro Nacional. Falleció en Guadalajara, cuya Audiencia presidía, el 16 de julio de 1891.
Fue autor de diversas obras jurídicas e históricas, entre ellas Historia de la elocuencia cristiana (1864), Historia de la poesía cristiana, Anuario del púlpito, colección de discursos para todos los meses del año (1867), Panegíricos de los Santos más populares de España (1868), El Concilio Ecuménico del Vaticano (1871), Recuerdos de la villa de Laredo (1873), La madre de Jesús (dos volúmenes, 1882), Los apóstoles, leyenda histórico-religiosa (1885), María Magdalena, leyenda (dos volúmenes, 1886), Los grandes oradores de Grecia y Roma (1886), Vida de S. Pablo (1890) y Teresa de Jesús, leyenda religiosa, hist.-nacional religiosa (dos volúmenes).